# فرانک ویتسون
فرانک ویتسون (انگلیسی: Frank Whitson؛ ‏۲۲ مارس ۱۸۷۷ – ۱۹ مارس ۱۹۴۶) هنرمند وودویل و بازیگر اهل ایالات متحده آمریکا بود.
از فیلم‌هایی که وی در آن نقش داشته‌است، می‌توان به علامت قابیل، ۳ سکه طلا و نقاب سرنوشت اشاره کرد.